# I-Empire
Albums de Angels & Airwaves
We Don't Need to Whisper
(2006) Love
(2010)
Singles
1. Everything's Magic
Sortie : 29 octobre 2007
2. Secret Crowds
Sortie : 4 février 2008
3. Breathe
Sortie : 20 juin 2008

I-Empire est le deuxième album studio du groupe californien Angels & Airwaves. Il est sorti en novembre 2007.
L'album était disponible en téléchargement sur le site du groupe le 1er novembre 2007, puis est sorti sur CD le 5 novembre au Royaume-Uni et le 6 novembre en Amérique du Nord. 

## Accueil
| Classement                    | Meilleure position |
| ----------------------------- | ------------------ |
| Allemagne (Media Control AG)  | 77                 |
| Australie (ARIA)              | 31                 |
| Canada (Canadian Albums)      | 1                  |
| États-Unis (Billboard 200)    | 9                  |
| Irlande (IRMA)                | 70                 |
| Japon (Oricon)                | 98                 |
| Royaume-Uni (UK Albums Chart) | 29                 |

## Fiche technique

### Liste des chansons
Toutes les paroles sont écrites par Tom DeLonge, toute la musique est composée par Angels & Airwaves.
| I-Empire | I-Empire           | I-Empire | I-Empire | I-Empire | I-Empire | I-Empire | I-Empire | I-Empire | I-Empire |
| No       | Titre              | Durée    |          |          |          |          |          |          |          |
| -------- | ------------------ | -------- | -------- | -------- | -------- | -------- | -------- | -------- | -------- |
| 1.       | Call to Arms       | 5:05     |          |          |          |          |          |          |          |
| 2.       | Everything's Magic | 3:51     |          |          |          |          |          |          |          |
| 3.       | Breathe            | 5:34     |          |          |          |          |          |          |          |
| 4.       | Love Like Rockets  | 4:50     |          |          |          |          |          |          |          |
| 5.       | Sirens             | 4:19     |          |          |          |          |          |          |          |
| 6.       | Secret Crowds      | 5:03     |          |          |          |          |          |          |          |
| 7.       | Star of Bethlehem  | 2:08     |          |          |          |          |          |          |          |
| 8.       | True Love          | 6:08     |          |          |          |          |          |          |          |
| 9.       | Lifeline           | 4:16     |          |          |          |          |          |          |          |
| 10.      | Jumping Rooftops   | 0:45     |          |          |          |          |          |          |          |
| 11.      | Rite of Springs    | 4:22     |          |          |          |          |          |          |          |
| 12.      | Heaven             | 6:39     |          |          |          |          |          |          |          |
| 52:54    |                    |          |          |          |          |          |          |          |          |

Des versions acoustiques et live de certaines des chansons de l'album ont été enregistrées. Elles étaient disponibles à l'achat de l'album par téléchargement :
- It Hurts  (Live à Del Mar)  - 4:21
- The Adventure  (Live à Del Mar)  - 5:18
- The Gift  (Acoustique)  - 3:48
- The Adventure  (Acoustique)  - 3:18
- Good Day  (Acoustique)  - 2:46
- Everything's Magic  (Acoustique)  - 3:04
- Do It for Me Now  (Acoustique)  - 3:46

### Crédits
Angels & Airwaves
- Tom DeLonge - Guitare, chant
- David Kennedy - Guitare
- Matt Wachter - Basse
- Atom Willard - Batterie

Musicien additionnel
- Roger Joseph Manning Jr. – Claviers
- Doug Reesh – Technicien instruments, guitare et basse

Production
- Tom DeLonge – Producteur
- Critter – Producteur, ingénieur du son
- Tom Lord-Alge - Mixage
- Drew Struzan – Graphisme pochette